# 豊島河原合戦
豊島河原合戦（てしまがわらがっせん）は、建武3年（1336年）に行われた新田義貞・北畠顕家を総大将とする後醍醐天皇軍と足利尊氏を総大将とする反乱軍の戦い。豊島河原の戦いとも言う。

## 合戦経緯
元弘3年/正慶2年（1333年）、鎌倉幕府が滅びた後、足利尊氏は後醍醐天皇に突如反旗を翻した。尊氏は建武2年（1335年）箱根・竹ノ下の戦いで新田義貞軍を破ると、京都へ進軍を始めた。
尊氏は建武3年（1336年）1月11日に京都へ到着するが、京都へ駆け付けた北畠顕家軍に攻め入られ、同月27日の合戦と同晦日の糺河原の合戦における敗戦を経て丹波国に引き返す事となる。

## 開戦
丹波国に引き返した足利尊氏は勢力を盛り返し、再度京都に攻め入る為に、同年2月3日に摂津国猪名川付近へ到着する。これに対して後醍醐天皇側の新田義貞・北畠顕家勢は軍を率いて尊氏が陣を張る摂津へ向かう。

### 梅松論の記述
『梅松論』（30）によると、足利尊氏側に味方した山陽周防国（現:山口県東南）・長門国（現:山口県西）の守護大名が瀬戸内海を渡り、約500の軍艦を率いて摂津国神戸港に入港した。尊氏側は2月10日に周防・長門の援軍に合流して港を出て都に攻め上ろうとするが、西宮浜で待ち構えていた楠木正成と合戦になり終日戦って決着がつかなった。しかし同日夜に正成は陣を引いたため、尊氏は合流した援軍を従えて翌2月11日に攻め上り新田義貞・北畠顕家両軍と豊島河原（瀬川）で合戦を繰り広げた。その結果尊氏側は新田・北畠軍に敗れ去り、同月12日に兵庫へ退陣した。その後尊氏は周防・長門の援軍と共に九州へ落ち延びて行ったと書かれている。

### 太平記の記述
『太平記』（巻第十五）によると、丹波国に落ち延びた足利尊氏は、2月3日に足利直義に約16万の軍勢を与えて京都へ攻め上らせ、一方約10万騎の新田義貞・北畠顕家率いる後醍醐天皇軍が摂津国豊島河原（瀬川宿）で合戦を行った。結果は両軍共に勝敗が付かず、猪名川両岸で睨み合いが続いた後、後醍醐側として参戦した楠木正成が西宮へ赴き背後から直義・尊氏軍を襲い、西宮に合戦地が移ったとされる。
その後、周防国・長門国の守護大名が神戸港に到着し、後醍醐天皇側軍も四国の伊予国から援軍が到着した。そこで両軍は湊川で合戦を行った。しかし、足利尊氏は自らの敗戦を見切って、周防・長門の援軍と共に九州へ落ち延びて行ったと書かれている。

## 合戦場
「豊島河原」とされている場所は不明であるが、『梅松論』には「新田義貞は摂津国瀬川の河原にて合戦を行った」と記述があり、「瀬川の河原」と伝わるのは、箕面川の下流で箕面市と池田市の境界を接する河原であると見られている。